# Université al-Aqsa
L'université el-Aqsa est une université palestinienne fondée en 2000 à Gaza.

## Histoire
En 1955, alors que la bande de Gaza était encore sous administration égyptienne, est fondé un Institut des maîtres, dont l'objectif était de former des professeurs pour tous les niveaux. L'institut s'est élargi à une faculté d'éducation en 1991, il a pris le nom de faculté d'éducation gouvernementale. En 2002, cette faculté a pris le nom de Al-Aqsa après avoir été transformée en université.

### Seconde intifada
Le 16 mars 2004, les bâtiments de la faculté des sciences de l'éducation sont détruits à l'explosif par l'armée israélienne.

### Guerre à Gaza depuis 2023
Le 31 décembre 2023, l'aviation israélienne bombarde les abords immédiats du campus de Gaza, tuant une vingtaine de civils. Le 22 janvier 2024, c'est au tour du campus lui-même d'être pilonné par l'armée israélienne. Le 26 janvier, une vidéo tournée la veille montre le campus de Khan Younès en ruines. Le 6 février, deux nouveaux bâtiments du campus de Gaza sont détruits par l'armée israélienne.

## Organisation
L'université accueille 17 000 étudiants (8 500 en 2004-2005), répartis sur sept facultés : art, éducation, humanités, médias, sciences appliquées, sport, administration et finance. Elle habilitée à délivrer des diplômes de business administration (BA), en coordination avec l'université Ain Shams, en Égypte.
L'université s'étend sur deux campus: le premier, situé sur le site de Khan Younès, accueille 6 000 étudiants. Le second, situé sur l'ancien site de la colonie israélienne de Neveh Dekalim, accueille près de 11 000 étudiants.